# Смит, Руперт
Генерал Сэр Руперт Энтони Смит (Sir Rupert Anthony Smith)  (родился 13 декабря 1943 г.) — отставной офицер Британской армии. 

## Биография
Родился в Челмсфорде, Эссекс, Англия, 13 декабря 1943 года, в семье Ирвинга Смита – военного лётчика, капитана Королевских ВВС, и его жены Джоан Дебенхэм. 
Получил образование в Haileybury and Imperial Service College, а затем (1962-1964) в Королевской военной академии в Сандхерсте. 
Назначен вторым лейтенантом в парашютный полк в декабре 1964 года,  Служил в Восточной и Южной Африке, Аравии, Карибском бассейне, Северной Ирландии, Европе и Малайзии. Получил звание лейтенанта в июне 1966 года, капитана в декабре 1970 года, и майора в декабре 1975 года. В 1978 году был награжден медалью Королевы за храбрость за службу в Северной Ирландии.
С июня 1980 года подполковник, с июня 1985 года полковник, с декабря 1986 года бригадный генерал.
В октябре 1990 года был произведён в генерал-майоры и принял командование 1-й бронетанковой дивизией, которую возглавлял во время войны в Персидском заливе. За заслуги во время войны он был награжден Орденом за выдающиеся заслуги (DSO), орденом «Легион почёта» Соединенных Штатов и Орденом короля Абдель-Азиза Саудовской Аравии 3-го класса.
Цитата из The London Gazette:
```
Генерал-майор Смит возглавлял крупнейшие британские бронетанковые силы, задействованные в боевых действиях со времен Второй мировой войны. Он делал это с непревзойденным мастерством и выдающимся личным лидерством, находясь под прямым огнем противника.

Генерал-майор Смит руководил крупными операциями британских сухопутных войск в ходе операции «Гренби» с таким мастерством и личной храбростью, которые делают честь нашей нации. 
```

С августа 1992 года первый помощник начальника оборонных операций и безопасности в Министерстве обороны Великобритании. Принимал непосредственное участие в разработке стратегии Великобритании в Боснии и Герцеговине. В январе 1995 года назначен командующим силами ООН в Сараево. В апреле того же года присвоено звание генерал-лейтенанта, в 1996 году награждён орденом «За заслуги» и посвящён в рыцари-командоры ордена Бани.
С 1996 по 1998 год командующий войсками Северной Ирландии.
С 1998 по 2001 год заместитель Главнокомандующего объединёнными силами в Европе.
С 1 января 1999 года генерал (второе по старшинству звание в армии Великобритании после фельдмаршала).
С января 2002 года в отставке.
Автор трактата «Полезность силы: искусство войны в современном мире» (Аллен Лейн, 2005) ISBN 0-7139-9836-9. Он — о современной войне, в нём объясняется, почему лучшие военные силы мира выигрывают сражения, но проигрывают войны.